# Bufo verrucosissimus
Bufo verrucosissimus är en groddjursart som först beskrevs av Peter Simon Pallas 1814.  Bufo verrucosissimus ingår i släktet Bufo och familjen paddor. IUCN kategoriserar arten globalt som nära hotad. Inga underarter finns listade.